# Denkmalgeschützte Objekte im Bezirk Mödling
Im Bezirk Mödling bestehen 423 denkmalgeschützte Objekte. Die unten angeführte Liste führt zu den Gemeindelisten und gibt die Anzahl der Objekte an.
| Gemeindeliste        | Objektanzahl (geschützt nach §2a) | Objektanzahl (geschützt nach Bescheid) | Objektanzahl Gesamt |
| -------------------- | --------------------------------- | -------------------------------------- | ------------------- |
| Achau                | 7                                 | 2                                      | 9                   |
| Biedermannsdorf      | 5                                 | 0                                      | 5                   |
| Breitenfurt bei Wien | 7                                 | 2                                      | 9                   |
| Brunn am Gebirge     | 5                                 | 19                                     | 24                  |
| Gaaden               | 7                                 | 1                                      | 8                   |
| Gießhübl             | 2                                 | 0                                      | 2                   |
| Gumpoldskirchen      | 24                                | 21                                     | 45                  |
| Guntramsdorf         | 9                                 | 5                                      | 14                  |
| Hennersdorf          | 2                                 | 0                                      | 2                   |
| Hinterbrühl          | 18                                | 10                                     | 28                  |
| Kaltenleutgeben      | 9                                 | 2                                      | 11                  |
| Laab im Walde        | 5                                 | 4                                      | 9                   |
| Laxenburg            | 21                                | 9                                      | 30                  |
| Maria Enzersdorf     | 13                                | 13                                     | 26                  |
| Mödling              | 57                                | 51                                     | 109                 |
| Münchendorf          | 5                                 | 3                                      | 8                   |
| Perchtoldsdorf       | 35                                | 33                                     | 68                  |
| Vösendorf            | 7                                 | 0                                      | 7                   |
| Wiener Neudorf       | 8                                 | 5                                      | 13                  |
| Wienerwald           | 9                                 | 0                                      | 9                   |
| Summe Bezirk Mödling | 423                               |                                        |                     |